# 土井利教
土井 利教（どい としのり）は、三河刈谷藩の第9代（最後）の藩主。刈谷藩土井家12代。

## 生涯
弘化4年（1847年）、播磨林田藩主建部政醇（聖岡）の次男として生まれる。慶応2年（1866年）7月19日に第8代藩主土井利善の隠居により、その養子として家督を継ぎ、12月18日に従五位下・淡路守に叙位・任官する。建部家から養子を迎えたのは、建部家が佐幕派であり、土井家中の尊皇攘夷派を掃討して親幕を示すためだった。
慶応3年（1867年）から財政再建を中心とした藩政改革に着手した。慶応4年（1868年）の戊辰戦争に際し、藩内は佐幕派と尊王派で対立した。2月16日、勤王派18人の藩士が佐幕派の3人の家老を暗殺し、ようやく藩内の意見は勤王でまとまった。2月25日、藩主利教は上洛した。3月6日、明治天皇に拝謁した。閏4月29日、新政府から駿府城の守備を命じられた。
明治2年（1869年）6月22日、版籍奉還により刈谷藩知事に任じられ、明治4年（1871年）7月14日の廃藩置県で藩知事を免職された。その後、東京へ移ったが、明治5年（1872年）11月14日に死去した。享年26。養子の忠直（松平忠固の五男で松平忠礼の実弟）が跡を継いだ。

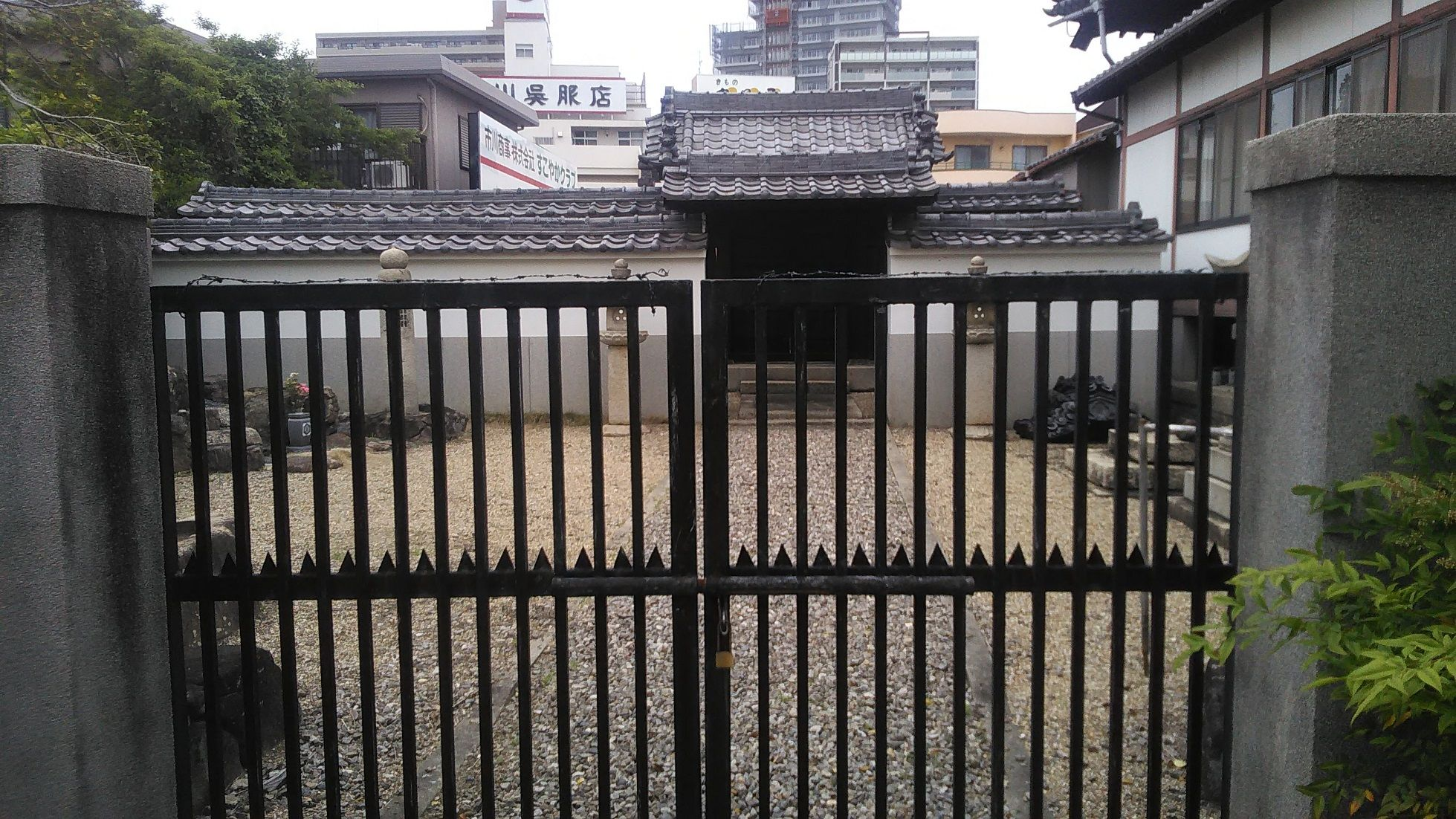
土井家廟所(刈谷市十念寺)

## 系譜
父母
- 建部政醇（実父）
- 土井利善（養父）

正室
- 平松親子 - 平松時善の娘

子女
- 土井八助、早世

養子
- 土井忠直 - 松平忠固の五男

| 当主          | 当主                              | 当主          |
| ------------- | --------------------------------- | ------------- |
| 先代 土井利善 | 刈谷藩土井家 12代 1866年 - 1872年 | 次代 土井忠直 |